# Paxton (Illinois)
Paxton település az Amerikai Egyesült Államok Illinois államában, Ford megyében, melynek megyeszékhelye is. Lakosainak száma 4450 fő (2020. április 1.).

## Népesség
A település népességének változása:

| 2010 | 4 473 |
| 2020 | 4 450 |